# Lee Jae-gyu
Lee Jae-gyu (이재규) est un réalisateur sud-coréen, né le 7 octobre 1970. Il a surtout travaillé à la télévision en réalisant les séries Damo (2003), Fashion 70s (en) (2005), Beethoven Virus (2008), et The King 2 Hearts (2012), avant de passer au cinéma avec le film en ligne The Influence (en) (2010) et The Fatal Encounter (en) (2014),,,,,,,,,,,,.

## Filmographie

### Télévision

#### Assistant réalisateur
- 1998-1999 : See and See Again
- 1999 : Kuk-hee
- 2000-2001 : Ajumma

#### Réalisateur
- 2003 : Damo
- 2005 : Fashion 70s (en)
- 2008 : Beethoven Virus
- 2012 : The King 2 Hearts
- 2023 : Daily Dose of Sunshine

### Cinéma
- 1990 : The Night Before the Strike
- 2010 : The Influence (en)
- 2014 : The Fatal Encounter (en)
- 2018 : Intimate Strangers

## Récompenses
| Year | Prix                                   | Catégorie                                 | Œuvre           | Issue   |
| ---- | -------------------------------------- | ----------------------------------------- | --------------- | ------- |
| 2004 | 40e cérémonie des Baeksang Arts Awards | Meilleur nouveau réalisateur (TV)         | Damo            | Lauréat |
| 2008 | MBC Drama Awards (en)                  | Prix spécial à la télévision, réalisateur | Beethoven Virus | Lauréat |